# Gözde Türker
Gözde Türker (* 17. September 1995 in Bursa) ist eine türkische Schauspielerin.

## Leben und Karriere
Türker wurde am 17. September 1995 in Bursa geboren. Ihre Eltern stammen aus Thessaloniki. Sie studierte an der Mimar Sinan Üniversitesi. Ihr Debüt gab sie 2013 in der Fernsehserie Muhtesem Yüzyil. 2016 war sie in Poyraz Karayel zu sehen. Anschließend bekam sie eine Rolle in İstanbullu Gelin. Von 2022 bis 2022 wurde sie für die Serie Kardeslerim gecastet. Seit 2023 spielt sie in Avcı die Hauptrolle.

## Filmografie (Auswahl)
- 2013–2014: Muhtesem Yüzyil (Fernsehserie 12 Episoden)
- 2016: Poyraz Karayel (Fernsehserie 8 Episoden)
- 2018: İstanbullu Gelin (Fernsehserie 4 Episoden)
- 2021–2022: Kardeslerim (Fernsehserie 56 Episoden)
- seit 2023: Avcı (Fernsehserie)